# VenusBlood -CHIMERA-
『VenusBlood -CHIMERA-』(ヴィーナスブラッドキメラ)は2008年10月31日にdualtailより発売された戦姫触手調教SLGである。

## 概要
dualtailブランドの第四作目で、『VenusBlood』シリーズの第二作目。
本作は、3人のヒロインを調教し、調教によって得られた魔力を消費して魔獣「キメラ」を作りだし、そのキメラを用いてさらなる陵辱を行う内容となっている。
ただ適当に調教すればよいというものではなく、ゲームをクリアするにはタイミングを見極めた上で調教する必要がある。
また、調教にはスコアがつけられるため、ハイスコアを狙うことも出来る。
そのゲーム性から、本作は「詰将棋のような調教もの」として人気を得た。

## ストーリー
大陸南部にあるユピテル皇国には強大な力を持つ悪魔タラニスが住んでいた。タラニスは周辺の三国から定期的に生贄を要求しており、タラニスの力になす術を持たない三国は大人しく従うしかなかった。
しかし今回の生贄となったミネルヴァ、ミディール、ブリジットの三人の姫は密かに王家の宝具を持ち出し、タラニスに一矢報いようとしていた。
一方、タラニスもまた予想外の事態により力を大きく失ってしまっていた。タラニスはクロウと名を変え、三人の姫を使って力を取り戻そうとしていた。

## 登場人物
クロウ
本作の主人公。無数のキメラを自在に生み出す悪魔。本来の名はタラニスだが、とある事情で力を失ったことから自らの名をクロウと変えた。三人の姫から力を奪うことでかつて以上の力を得ようとしている。
魔界では「尽き果てぬ者」という異名で恐れられていた。
ミネルヴァ・シェーンベルク
声 - 金松由花
B86/W58/H88
クロト王国を治めるシェーンベルク家の第一王女。紅の姫将軍と呼ばれ、文武ともに優れている。ルークという恋人がいる。炎の聖剣クラウ・ソラスを持つ。
ミディール・ユリアンセ
声 - 岩泉まい
B76/W51/H77
聖ユピテル皇国の姫。生まれつき法術の高い親和性を持ち、ユピテル正教のシンボルである白銀の聖女として崇められている。聖なる宝珠フェル・ストーンを持つ。
ブリジット・ラピットファング
声 - 中瀬ひな
B89/W57/H87
獣人王国サヴリナの姫。森の戦姫と呼ばれ、強大な魔物と戦い続けた戦士で、悪に屈しない強い意志を持つ。討魔の槍ブリューナクを持つ。
ダーナ
声 - 紫苑みやび
B92/W59/H90
高位の夢魔。淫蕩と享楽と謀略を愛する。力を失ったクロウの前に現れ、『堕落の儀式』の協力者となる。
アーニャ
声 - 渋谷ひめ
B78/W52/H79
クロウに仕える使い魔。ドジばかりしており、クロウからはぞんざいな扱いを受けているが、本人は主に仕えることに喜びを得ている。
リール・ユリアンセ
声 - 渋谷ひめ
ユピテル皇国の若き皇王。ミディールの夫でもあり、彼女に生贄を強要してしまったことを悩んでいる。

## スタッフ
- 原画 - トシゾー、丹下ゲンタ、黒崎寛哉
- クリーチャーデザイン - ソメジマ
- 企画 - け～まる
- ディレクション - け～まる
- シナリオ - 西矢沙広
- スクリプト - け～まる、三間茶屋、オオチトラオ
- サウンド - 山本秀樹（ビーツー）
- ムービー - 木沢スタジオ
- CG監修 - トラ
- CG - hato、ソメジマ、紅娘、詠餉、ちゅるり、るいるい
- 広報 - ツギノミヤ、粗ガー、しがない広報A

## 主題歌
主題歌『キヲク』
歌：re-in.Carnation∞YURIA